# Zapoteker

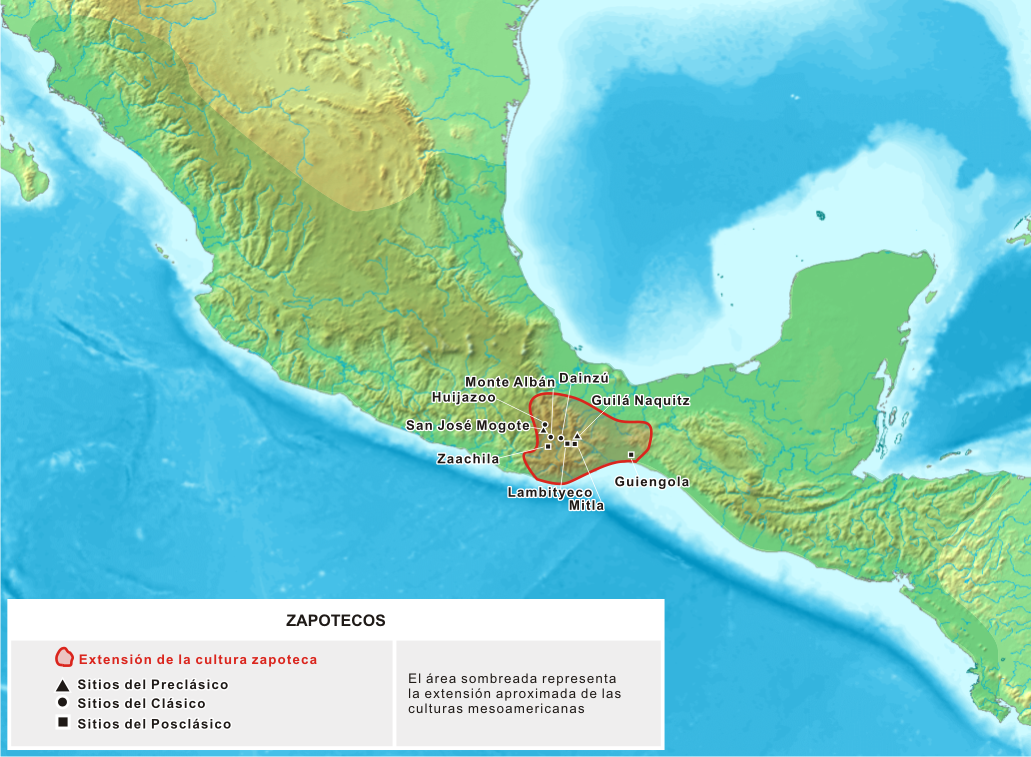
Den zapotekiska kulturens utbredning med bland annat kultcentrumet Monte Albán

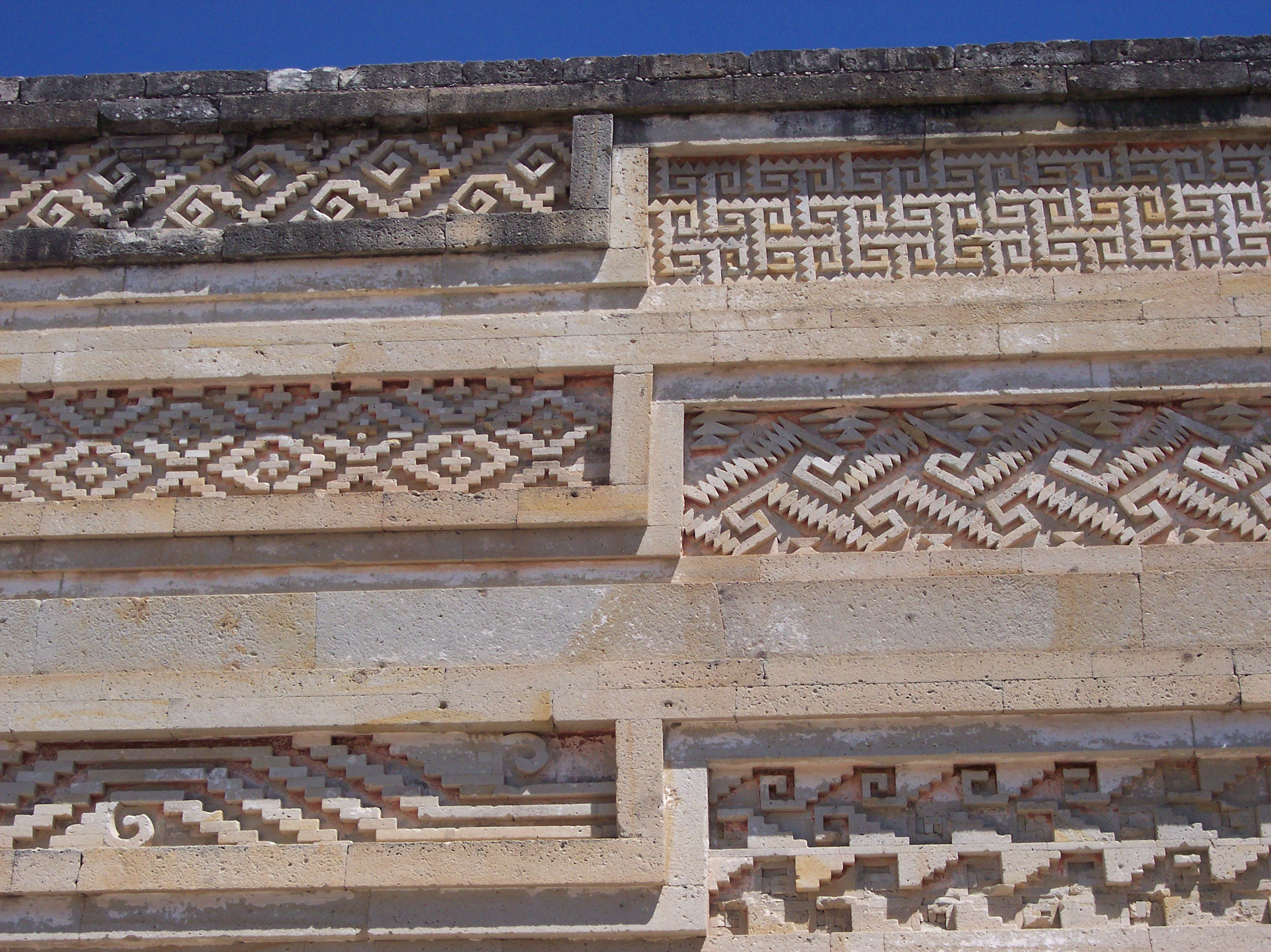
Detalj av zapotekernas murmosaiker i Mitla

Zapoteker är en äldre kultur från Mexiko. Lejonparten av dagens zapoteker lever i delstaten Oaxaca i södra delen av Mexiko, men det finns även zapoteker i angränsande delstater.
Bemärkta centralorter under förcolumbiansk tid var Yagul och Monte Albán.
Språket zapotekiska tillhör de oto-mangueanska språken.
Mexikos, och latinamerikas första president med indianskt ursprung, Benito Juárez var zapotek.

## Referenslitteratur
- Browner, C. H. (16 mars 1986). ”Gender Roles and Social Change: A Mexican Case Study”. Ethnology "25" (2):  ss. 89–106. doi:10.2307/3773662.
- Chinas, Beverly (1973). The Isthmus Zapotecs: Women's Roles in Cultural Context. New York: Rinehart and Winston
- Hopgood, James F. (16 mars 2000). ”Identity, Gender, and Myth: Expressions of Mesoamerican Change and Continuity”. Latin American Research Review "35" (2):  ss. 204–215. doi:10.2307/2692140.
- Malinowski, Sharon; Sheets, Anna (1998). ”Zapotec”. i Malinowski, Sharon; Sheets, Anna. The Gale Encyclopedia of Native American Tribes. Detroit, MI: Gale Research.
- Monoghan, John; Cohen, Jeffery (2000). ”Thirty Years of Oaxacan Ethnography”. Ethnology. Austin, Texas: University of Texas Press. sid. 150–178
- O'Nell, Carl W. (16 mars 1968). ”Sex Differences in the Incidence of Susto in Two Zapotec Pueblos: An Analysis of the Relationships between Sex Role Expectations and a Folk Illness”. Ethnology "7" (1):  ss. 95–105. doi:10.2307/3772812.